# Salvador de Madariaga
Salvador de Madariaga y Rojo (La Coruña, 23 de julio de 1886-Locarno, 14 de diciembre de 1978) fue un diplomático y escritor español, ministro en 1934 de Instrucción Pública y Bellas Artes y de Justicia de la Segunda República. Trabajó en la Sociedad de Naciones como jefe de personal de la Sección de Desarme (1922-1927), y más tarde representó a la Segunda República Española como embajador en Washington (1931), París (1932-1934) y como delegado español ante la Asamblea de la Sociedad de Naciones. De pensamiento liberal y europeísta, se exilió tras el inicio de la Guerra Civil en el Reino Unido. Durante la Guerra Fría fue activo militante contra el comunismo soviético, así como opositor de la dictadura franquista; solo retornó a España tras la muerte de Franco. Miembro de número de la Real Academia Española y la Real Academia de Ciencias Morales y Políticas, como escritor cultivó diversos géneros: ensayo histórico y político, crítica literaria, novela, biografía y poesía.

## Biografía
Nació el 23 de julio de 1886 en la ciudad gallega de La Coruña, en el seno de una familia numerosa —pues tuvo diez hermanos— y de larga tradición militar, hijo del coronel Darío José de Madariaga y de María Ascensión Rojo; su padre le enviaría a Francia a estudiar ingeniería hacia 1900. Estudió en el Collège Chaptal, la École polytechnique y la École nationale supérieure des mines de París, hasta conseguir su graduación en 1911. Ya durante su etapa de formación en Francia había sentido que su vocación se inclinaba hacia estudios literarios, pero la presión paterna hizo que siguiese estudiando hasta conseguir el título de ingeniero; llegó a considerar su trabajo y su vocación como «enemigos declarados».
Tras graduarse, volvió a España, trabajando como ingeniero de la Compañía de Ferrocarriles del Norte y como articulista en Madrid. En 1912 contrajo matrimonio con la escocesa Constance Archibald y en 1914 ingresó en la Liga de Educación Política, de la que también formaron parte Ortega y Gasset, Azaña, Fernando de los Ríos, Américo Castro, Araquistáin, Luis Bello o Ramiro de Maeztu. Hacia estas fechas empezó su correspondencia postal con Miguel de Unamuno, con quien mantuvo una relación de aprecio y respeto. Durante la Primera Guerra Mundial, residió en el Reino Unido, donde escribió propaganda aliadófila en castellano por encargo del Ministerio de Asuntos Exteriores británico, gracias a ser recomendado por Araquistáin.

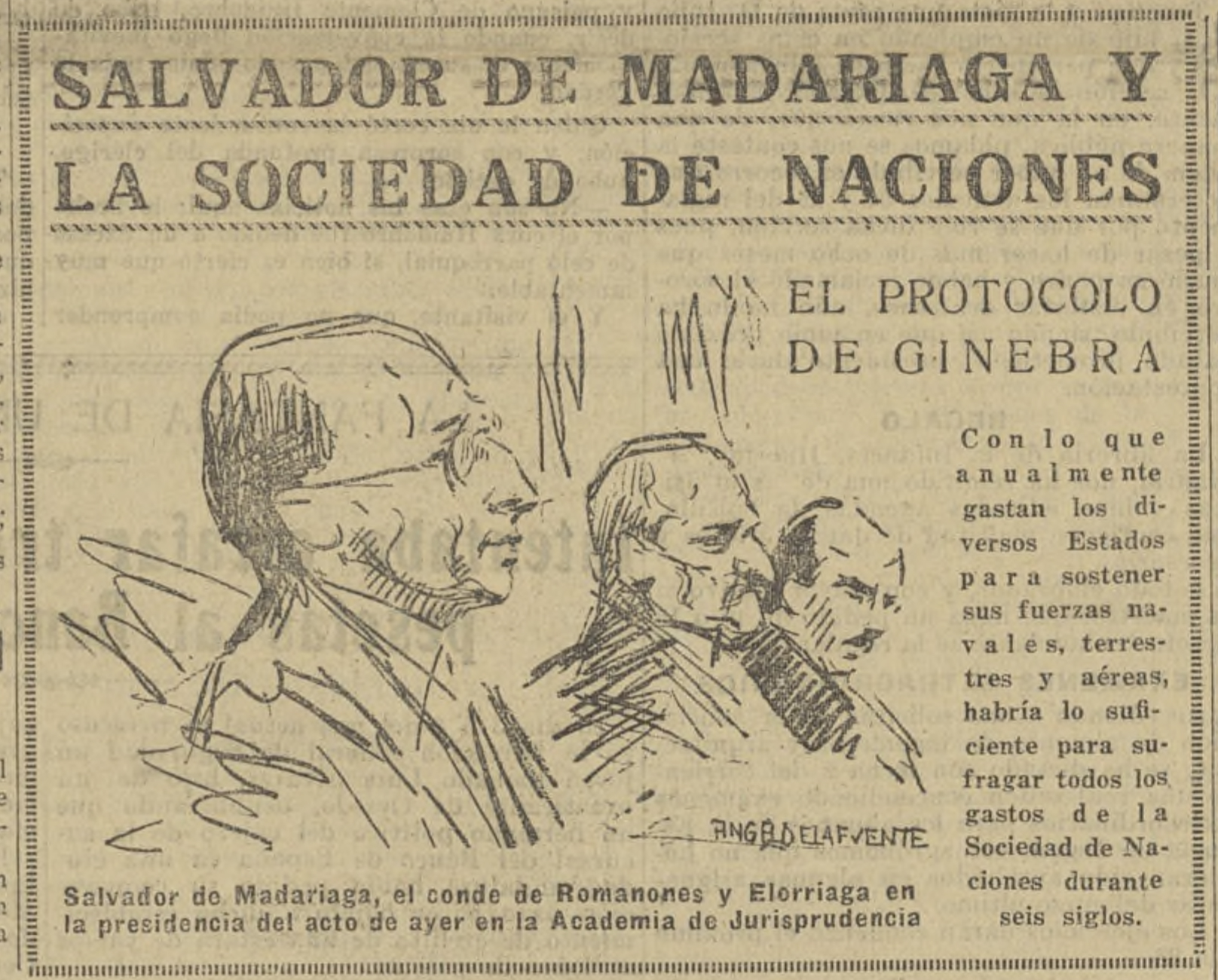
Salvador de Madariaga junto al conde de Romanones en 1925

En marzo de 1920 falleció con sólo treinta y tres años de edad su hermano Emilio, escultor. Al finalizar la guerra, Madariaga trabajó como ingeniero de minas en España, además de escribir para el suplemento literario del Times y para el Manchester Guardian y, en 1921, conseguiría un puesto permanente en la Sociedad de Naciones —tras asistir a una conferencia organizada por esta en calidad de asesor temporal, en la que habría impresionado con sus capacidades—. En años posteriores seguiría ascendiendo dentro de la organización, hasta abandonarla en 1927 para convertirse en 1928 en profesor de lengua española en la Universidad de Oxford, puesto que desempeñó durante tres años y que abandonó descubriendo que carecía de vocación para él.
En mayo de 1931 el gobierno provisional de la República lo designó, sin previo aviso, embajador de España en los Estados Unidos y en las elecciones generales de ese mismo año, en junio, fue elegido diputado por La Coruña, con la FRG/ORGA, de nuevo sin contar con su beneplácito; con un total de 68 783 votos. Durante el periodo republicano volvió además a la Sociedad de Naciones y ejerció como embajador en Francia (1932-1934) y como ministro de Instrucción Pública y Bellas Artes y ministro de Justicia en el tercer Gobierno de Alejandro Lerroux (1934).En esos mismos años, formó junto con otros intelectuales europeos destacados el Instituto Internacional de Cooperación Intelectual, organización asesora de la Sociedad de Naciones cuyo objetivo era promover el intercambio internacional entre científicos, investigadores, profesores, artistas e intelectuales.
En el contexto de la invasión japonesa de Manchuria, Madariaga mantuvo una posición opuesta a los intereses nipones, lo que le hizo ganarse el apodo de «Don Quijote de la Manchuria», aunque los planes para establecer un arbitraje internacional terminarían fracasando; y cuando se produjo la invasión italiana de Etiopía se posicionó en contra de los intereses expansionistas de Mussolini. Durante el segundo bienio republicano, criticó tanto la insurrección obrera en Asturias de 1934 como el encarcelamiento de Azaña en Barcelona; su relación con este último fue ambivalente: Madariaga le profesaba admiración, pero esta no era correspondida por Azaña.

El inicio de la Guerra Civil le sorprendió en Toledo, tras lo cual se exiliaría en el Reino Unido, previo paso por Ginebra. Ese año fue uno de los nominados al Premio Nobel de la Paz, propuesto por el historiador y político danés Peter Rochegune Munch. Durante el conflicto, Madariaga se carteó con el ministro de Exteriores británico Anthony Eden con el objetivo de buscar una intervención del Reino Unido en el conflicto que diera lugar a un acuerdo de paz, de forma infructuosa. Allí se convirtió en un opositor a la dictadura militar franquista.En los años cuarenta y cincuenta, trabajó activamente para establecer contacto entre los grupos de la oposición franquista más moderados, en especial el sector monárquico representado por José María Gil-Robles y el socialista de Indalecio Prieto. En abril de 1947 participó en la reunión de Mont Pèlerin, Suiza, junto a Milton Friedman, Karl Popper, Lionel Robbins, Ludwig von Mises, Walter Lippman y Michael Polanyi, entre otros, de la que surgiría la llamada Sociedad Mont Pelerin, agrupación que lucharía contra el keynesianismo y el Estado social. También fue primer presidente de la Internacional Liberal, uno de los asistentes al Congreso de La Haya de 1948 y cofundador del Colegio de Europa en la ciudad belga de Brujas. En 1952 fue nominado al Premio Nobel de Literatura y, de nuevo, al de la Paz. Fue presidente de honor de la revista Ibérica, donde publicó numerosos artículos, y del Congreso por la Libertad de la Cultura, que editaba la revista Cuadernos.
En 1962 fue uno de los principales organizadores de la reunión de diferentes sectores antifranquistas en el marco del Congreso del Movimiento Europeo en Múnich, reunión que el régimen denominó «Contubernio de Múnich». En 1968 obtuvo el «Premio Mariano de Cavia» por el artículo «La espada y el espíritu» en noviembre de 1970, ya con ochenta y cuatro años, contrajo matrimonio en segundas nupcias con su secretaria Emilia Rauman Szeleky, de origen húngaro, y en 1973 obtuvo el premio Carlomagno por «una vida dedicada a una labor y un pensar europeísta de excelente cuño». Residente en Suiza desde 1972 hasta su fallecimiento, tras la muerte de Franco volvió a España, en 1976, asumiendo formalmente su sillón en la Real Academia Española —con un discurso titulado De la belleza de la ciencia— pues había sido elegido en mayo de 1936, y en la Real Academia de Ciencias Morales y Políticas. Después de recibir la Gran Cruz de Alfonso X el Sabio en julio de 1978; el 14 de diciembre de ese mismo año falleció en la ciudad suiza de Locarno. El 13 de octubre de 1991 sus cenizas fueron arrojadas, junto a las de su esposa, a las aguas del océano Atlántico, frente a su ciudad natal, La Coruña.
Salvador de Madariaga tuvo dos hijas con la escocesa Constance Archibald: Nieves e Isabel de Madariaga. Fue además tío de la historiadora María Rosa de Madariaga y tío abuelo de los políticos socialistas Luis y Javier Solana Madariaga.

## Pensamiento
Perteneciente a la denominada «generación del 14», Madariaga afirmó en A la orilla del río de los sucesos, que «como liberal que soy, doy importancia mínima a lo económico, la mediana a lo político y la máxima a lo humano» y se describiría a sí mismo como «liberal organicista». Admirador de la Institución Libre de Enseñanza, fue inscrito por Gonzalo Fernández de la Mora en un «humanismo antiutilitario».
Anglófilo, fue considerado «uno de los precursores de la idea de Europa» y defendió una concepción amplia e inclusiva de lo que territorialmente debería formar parte de ella, entendiendo a esta en cualquier caso más como una «idea» que como un continente geográfico; Europa, organizada en un modelo federalista, debería tener además voz propia e independiente en el contexto internacional frente al papel hegemónico de los Estados Unidos y la Unión Soviética. Julián Gorkin destacó de Madariaga «su europeísmo constructivo».
Madariaga, anticomunista, opuesto de manera «frontal» al socialismo marxista, antifranquista y descrito como un «liberal clásico moderado», en Anarquía o jerarquía planteó un concepto denominado «democracia orgánica unánime», en la que el Estado no toleraría huelgas o sindicatos y restringiría el derecho a voto. Tras finalizar la Segunda Guerra Mundial defendió posiciones monárquicas para España —encarnadas en la figura de Juan de Borbón— y contrarias al sufragio universal. Su pensamiento, que recibió críticas de la izquierda española durante la Segunda República, ha sido descrito por Pedro Carlos González Cuevas como elitista y burgués. Según recoge Herbert R. Southworth, Ricardo de la Cierva habría propuesto a Madariaga —cuyos ataques a diversos políticos socialistas fueron utilizados como propaganda por parte del régimen— y a José Antonio Primo de Rivera como los principales inspiradores del programa político de Franco.
Se han destacado sus ideas a favor de la paz, su defensa en la discusión de la Constitución de 1931 de una «renuncia a la guerra como instrumento de política nacional» —que terminaría constituyendo el sexto artículo del documento—, y sus intentos por lograr una paz arbitrada por el Reino Unido para la guerra civil, además de ser propuesto al Premio Nobel correspondiente en dos ocasiones, si bien algunos autores le describen como «internacionalista no pacifista»; de Madariaga, que respaldó una «invasión» de la Cuba comunista, Juan Carlos Pereira señala que la evolución de su pensamiento habría conllevado el abandono de algunas de sus ideas más pacifistas. Paul Preston destacó rasgos idealistas y «quijotescos» en Madariaga y sus obras dejaron traslucir cierta nostalgia por la época del Imperio español.

## Obra

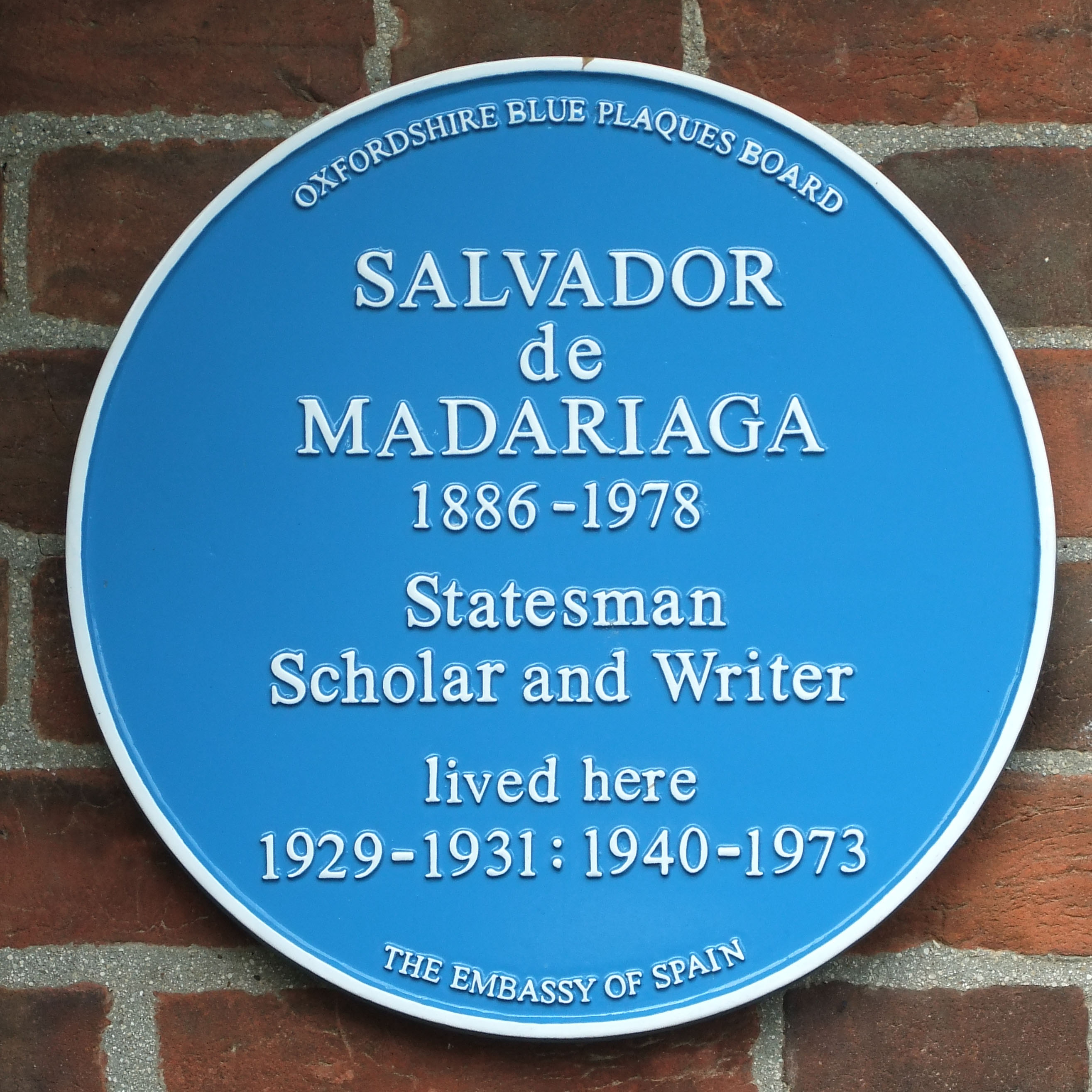
Placa en recuerdo a Madariaga en Oxford.

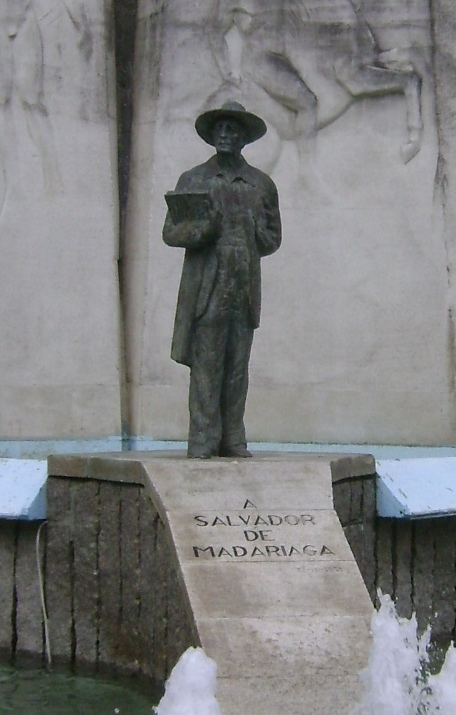
Monumento a Salvador de Madariaga en su ciudad natal.

Madariaga publicó notables ensayos sobre la historia de España y su papel en el mundo. Escribió libros acerca de Don Quijote, Cristóbal Colón y la historia de Hispanoamérica; en su obra empleó el francés, el castellano y el inglés. Tuvo una notable labor como articulista colaborando antes del estallido de la guerra civil en publicaciones como España, El Imparcial, La Publicidad, El Sol, La Pluma, Ahora o La Vanguardia, además de trabajar en radio, ya en el exilio, con el programa fijo Temas de actualidad de la BBC y en Radio París. En su faceta de historiador, García Cárcel le describe como un «outsider», con sus obras en este campo adscribibles a una metodología propia del ensayo.

Su primer libro publicado fue La guerra desde Londres, sobre la Primera Guerra Mundial, aparecido hacia 1917, y en el que haría una crítica del Imperio alemán, dibujándolo como paradigma del autoritarismo y confrontándolo a la «libertad» defendida por los Aliados. Más tarde escribió The genius of Spain, publicado en 1923 en inglés y en 1924 en castellano con el título Semblanzas literarias. Durante su etapa como profesor en Oxford, a finales de la década de 1920, escribió un ensayo sobre psicología de las naciones, publicado en inglés en 1928 por Oxford University Press bajo el título Englishmen, Frenchmen, Spaniards y en castellano en 1929 como Ingleses, franceses, españoles por Espasa-Calpe. En esta obra Madariaga identificaba el carácter inglés con la «voluntad», el francés con la «inteligencia» y el español con la «pasión».

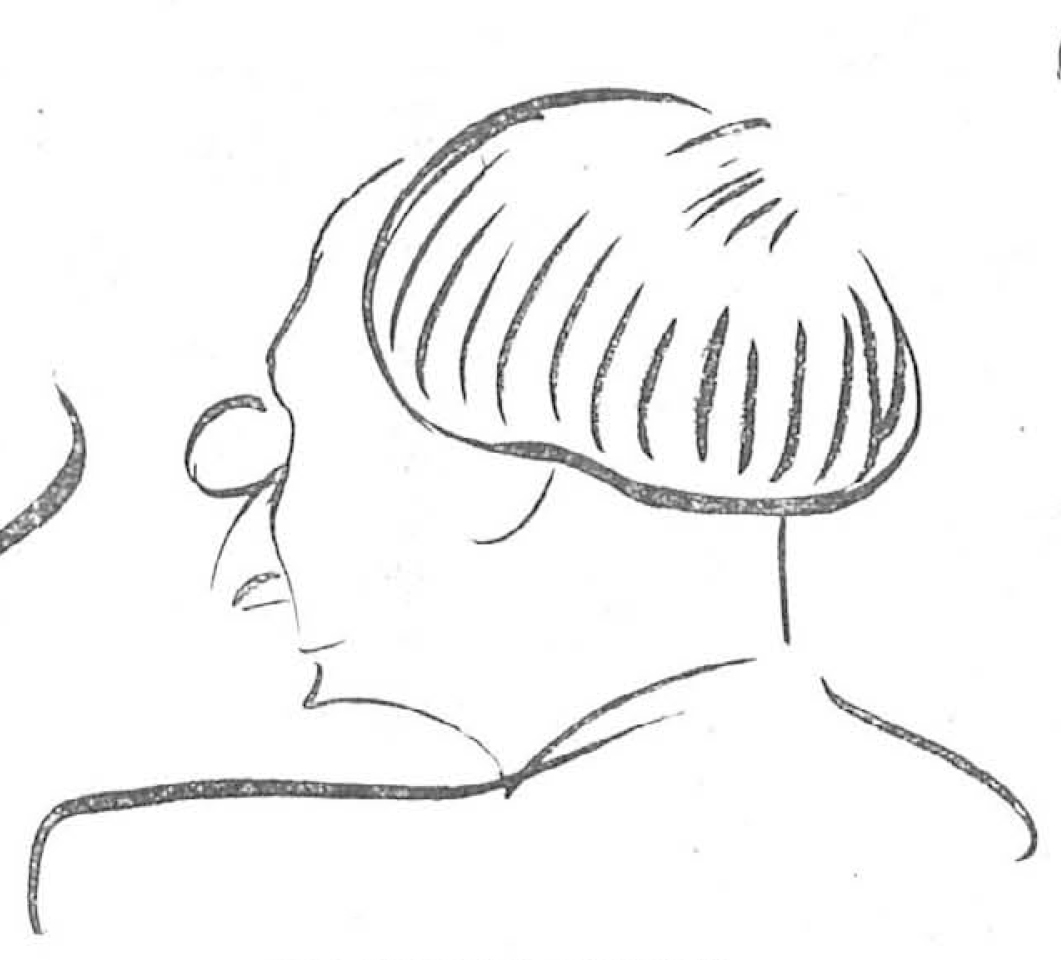
Caricaturizado por Sancha (Nuevo Mundo, 1920)

De su edición original de Spain de 1930, que se tradujo al castellano como España. Ensayo de historia contemporánea, Roger B. Merriman criticó numerosas imprecisiones históricas y errores de bulto al narrar hechos pretéritos, pero valoró positivamente su descripción de la situación más reciente del país, el objetivo principal de la obra. Se publicaron numerosas reediciones, con una ampliación sustancial en la segunda de 1943, en la que quedarían recogidos los sucesos de la Segunda República y la Guerra Civil, se llegaría a doblar la extensión de la original ya hacia 1958, mas la sección inicial de la obra no sufrió muchos cambios. Elogiado por Payne, que lo consideró en 1958 «el análisis sobre la historia reciente de España más completo hasta la fecha», Madariaga habría pretendido arrojar una luz más favorable sobre el período de la Restauración borbónica, además de sugerir que el Gobierno de la Segunda República, tras el levantamiento militar de 1936, debió haber dejado tomar el poder a los militares sublevados sin oponer resistencia, pues el régimen instaurado por estos habría terminado dando paso a una democracia parlamentaria liberal.

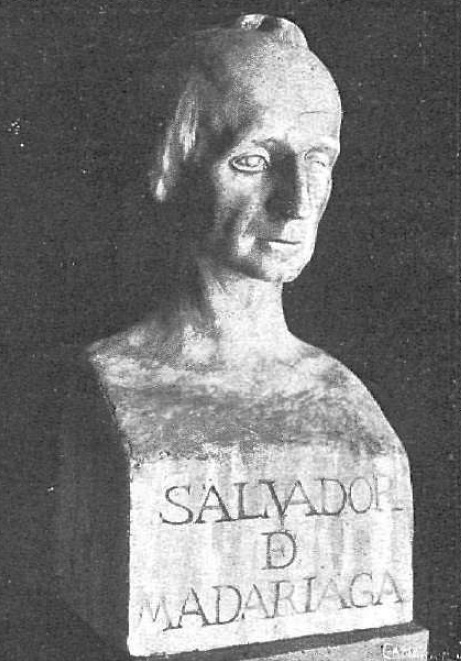
Salvador de Madariaga en un busto realizado por su hermano Emilio

En 1935 publicó Anarquía o jerarquía, ensayo en el que propuso una sociedad estratificada en tres niveles: una clase inferior —sin derecho a la ciudadanía activa y caracterizada por su falta de responsabilidad individual—, la burguesía y la aristocracia. En ella se produciría un apartamiento de los principios democráticos en pos de una «democracia orgánica jerárquica», modelo que recibió críticas del sociólogo estadounidense Lewis Mumford. Esta obra fue analizada por Gonzalo Fernández de la Mora en Los teóricos izquierdistas de la democracia orgánica, de 1985, donde lo habría calificado como «su libro de pensamiento más valioso»; parte de las tesis de Anarquía o jerarquía las retomaría más adelante Madariaga en Democracy versus Liberty? The Faith of a Liberal Heretic, publicada en 1958.
En su biografía de Cristóbal Colón, publicada tanto en castellano como en inglés en 1940, ante el tradicional debate sobre el origen del descubridor, Madariaga propuso que este habría nacido en Génova, descendiente de una familia de judíos de origen catalán emigrados desde el Levante peninsular. De Hernán Cortés, Conqueror of Mexico, publicada en 1941, Ramón Iglesia señala cómo Madariaga realiza un retrato positivo y favorable del conquistador, el cual, según Henry R. Wagner, estaría tratado en clave de «símbolo del espíritu español». En The Rise of the Spanish American Empire, de 1947, defiende la función civilizadora que llevó a cabo España en el Nuevo Mundo; centrándose en el papel jugado por la primera y tocando de forma tangencial  la población nativa, con el ánimo de refutar la «leyenda negra» en América; este sería seguido por The Fall of the Spanish American Empire. Ambos estuvieron precedidos por un Cuadro histórico de las Indias (1945). Su biografía de Simón Bolívar, publicada en 1951 y con la intención de desmitificar la figura de Bolívar, levantó polémica al describir en una luz muy negativa al militar e independentista americano, en clave de «vulgar imitador de Napoleón», que habría estado impulsado por su «vengatividad mestiza». Se ha apuntado que la idea que transmite la obra es que la independencia de América fue un gran error por parte de las colonias.
En 1951 publicó Bosquejo de Europa, en el que evalúa la situación europea de cara a una integración política, en 1960 apareció The Blowing Up of the Parthenon, sobre la Guerra Fría, y en 1961 prologó Cortina de hierro sobre Cuba, del escritor rumano Ştefan Baciu, sobre la Revolución cubana. Latin America Between the Eagle and the Bear, publicado en 1962, trata sobre el auge del comunismo en Latinoamérica y aboga por una intervención en Cuba para derrocar el régimen de Fidel Castro, además de plantear un hipotético papel que España podría jugar en la región para mantenerla alejada del comunismo.

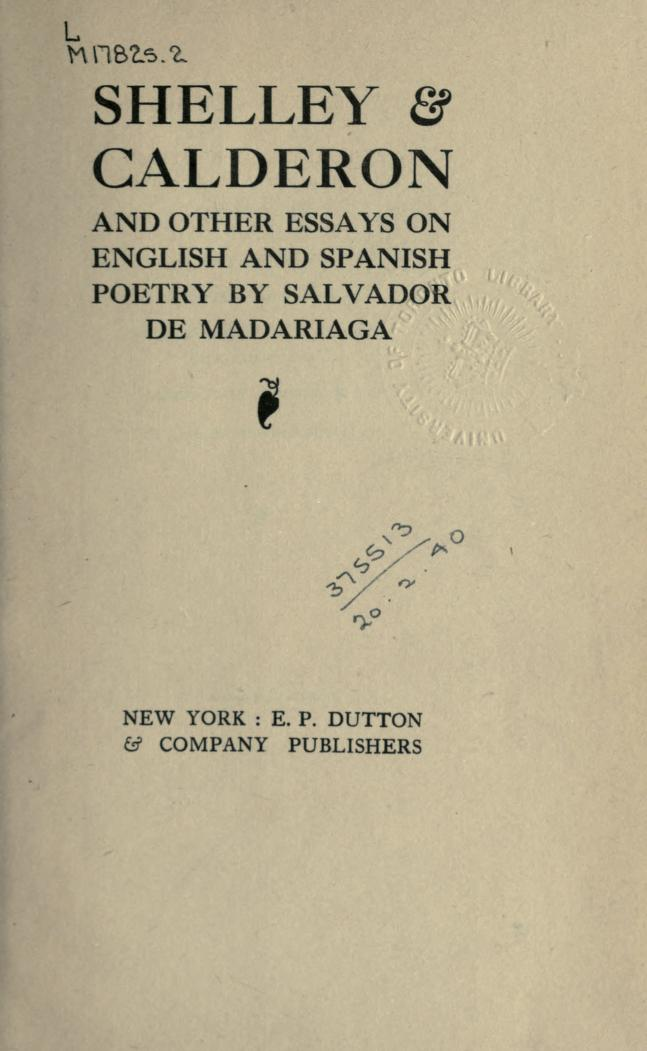
Portada de Shelley and Calderon, and other essays on English and Spanish poetry (ca. 1920)

Como novelista, entre sus trabajos más destacados se encontraron El enemigo de Dios (1936) y El corazón de piedra verde (1942). En 1925 publicó en castellano la novela doble La jirafa sagrada o el búho de plata, al año siguiente apareció en inglés The Sacred Giraffe, publicada por Harper & Bros; esta obra tiene carácter satírico y está ambientada en una nación africana imaginaria llamada Ebania, en el año 6922, en la que el desarrollo del feminismo ha terminado generando una sociedad gobernada por mujeres y la existencia de un movimiento en defensa de los derechos de los hombres denominado «hominismo». De 1954 es La camarada Ana, tachada peyorativamente de «panfleto anticomunista», y de 1964 Sanco Panco, una novela satírica en la que, en un universo de inspiración quijotesca, se parodia la dictadura de Francisco Franco, encarnado en el personaje epónimo, y la Guerra Fría; con críticas dispares, si bien en España se llegó a afirmar de ella que «el mejor homenaje a su autor es olvidarla», en América Latina tuvo mejor acogida.
Su Mujeres españolas de 1972 recoge una serie de ensayos biográficos femeninos de personajes relacionados con España, en concreto los de Melibea —de La Celestina—, Catalina de Aragón, María Malibrán, Juana María de los Dolores de León Smith, Rosalía de Castro y Pauline Viardot-García.
Publicó dos libros de memorias, el primero, Memorias de un federalista, en 1967, que cubre todo su periodo vital hasta esa fecha pero de una forma concisa, y otro en 1974, Morning without noon, más extenso pero circunscrito al periodo 1921-1936, titulado en castellano Amanecer sin mediodía. En 1982, Espasa-Calpe publicó Mi respuesta, una colección de artículos de Madariaga en la revista Ibérica —editada en Nueva York y dirigida por Victoria Kent, en ella participaron autores adscritos a la oposición antifranquista en el exilio—, y en 1989 Poesía, una recopilación de poemas de Madariaga prologada por Dámaso Alonso; en 1990 aparecieron un compendio bibliográfico de su obra, Obra de Salvador de Madariaga, y una biografía, Vida de Salvador de Madariaga, ambos a cargo de Octavio Victoria Gil, en 1991 Madariaga, ciudadano del mundo, de Carlos Fernández Santander, y en 2009 Salvador de Madariaga: Liberaler - Spanier - Weltbürger. Der Weg eines politischen Intellektuellen durch das Europa des 20. Jahrhunderts, del alemán Thomas Nitzsche, y en 2023 se publicó Salvador de Madariaga: el hombre que entró por la ventana, de Santiago de Navascués.
Una lista no exhaustiva de todas las obras de Madariaga es la siguiente:
| Ensayos históricos - España. Ensayo de historia contemporánea (1931) - Vida del muy magnífico señor don Cristóbal Colón (1940) - Hernán Cortés (1941) - Cuadro histórico de las Indias (1945) - Bolívar (1951) - El auge del Imperio Español en América (1956) - El ocaso del Imperio Español en América (1956) - El ciclo hispánico (1958) - Presente y porvenir de Hispanoamérica y otros ensayos (1959) - Latin America between the Eagle and the Bear (1962) Ensayos políticos - La guerra desde Londres (1917) - Disarmament (1929) - Discursos internacionales (1934) - Anarquía o jerarquía (1935) - ¡Ojo, vencedores! (1945) - De la angustia a la libertad (1955) - General, márchese Vd. (1959) - The Blowing Up of the Parthenon (1960) Otras obras - Ensayos angloespañoles (1922) - Semblanzas literarias contemporáneas (1923) - Arceval y los ingleses (1925) - Guía del lector del Quijote (1926) - Ingleses, franceses, españoles (1929) - Theory and Practice in International Relations (1937) - El Hamlet de Shakespeare (1949) - Bosquejo de Europa (1951) - Presente y porvenir de Hispanoamérica (1953) - De Galdós a Lorca (1960) - Retrato de un hombre de pie (1965) - El Quijote de Cervantes (1962) - Memorias de un federalista (1967) - Carlos V (1969) - Mujeres españolas (1972) - Memorias (1921-1936). Amanecer sin mediodía (1974) | Novelas - La jirafa sagrada (1925) - El enemigo de Dios (1936) - La serie Esquiveles y Manriques, compuesta a su vez por: - El corazón de piedra verde (1942) - Guerra en la sangre (1956) - Una gota de tiempo (1958) - El semental negro (1961) - Satanael (1966) - Ramo de errores (1952) - La camarada Ana (1954) - Sanco Panco (1964) Poesía - Romances de ciego (1922) - La fuente serena (1927) - Elegía en la muerte de Unamuno (1937) - Elegía en la muerte de Federico García Lorca (1938) - Rosa de cieno y ceniza (1942) - Romances para Beatriz (1955) - La que huele a tomillo y a romero (1959) - Poppy (1965) |

También escribió poemas en francés y en inglés, que fueron publicados en 1977 por la editorial Plaza y Janes, bajo el título de "Obra poética", que incluye sus poemas en español, francés e inglés y sus traducciones de poetas de lengua inglesa.